# Stiepan Gajdarienko
Stiepan Stiepanowicz Gajdarienko (ros. Степан Степанович Гайдаренко, ukr. Степан Степанович Гайдаренко, ur. 7 stycznia 1909 w Hrubieszowie, zm. 22 sierpnia 1977 w Moskwie) – radziecki lotnik wojskowy, major, Bohater Związku Radzieckiego (1939).

## Życiorys
Był narodowości ukraińskiej. Dzieciństwo spędził w Ostrowi Mazowieckiej, od 1914 mieszkał w Połtawie, 1918-1921 pracował jako robotnik rolny we wsiach rejonu dykańskiego w obwodzie połtawskim, później został ślusarzem w fabryce w Połtawie, do 1924 skończył 7 klas szkoły. W 1922 został członkiem sekcji sportowo-lotniczej i szybowcowej w Połtawie, we wrześniu 1924 brał udział w testach szybowcowych w Koktebelu, 1925-1926 pracował jako tokarz metalowy w Połtawie, od stycznia do października 1927 odbywał służbę wojskową w piechocie Armii Czerwonej. W 1927 ukończył wieczorowy rabfak (fakultet robotniczy) i do 1929 pracował jako tokarz w zakładach metalowych w Połtawie, od sierpnia 1929 ponownie służył w armii, w grudniu 1931 ukończył wojskową szkołę lotniczą w Stalingradzie. W lotnictwie był kolejno młodszym lotnikiem, dowódcą załogi, dowódcą klucza i dowódcą oddziału w eskadrach bombowców w Białoruskim Okręgu Wojskowym. Od maja do września 1938 jako dowódca eskadry radzieckich bombowców brał udział w wojnie chińsko-japońskiej, wykonując 16 lotów bojowych; w jednej z walk powietrznych jego załoga strąciła japoński myśliwiec. Dowodzona przez niego eskadra zatopiła 78 statków rzecznych i zniszczyła 30 japońskich samolotów, w tym 15 na lotniskach. W 1938 otrzymał stopień majora, 22 lutego 1939 otrzymał tytuł Bohatera Związku Radzieckiego i Order Lenina, a 4 listopada 1939 Złotą Gwiazdę. Od lutego 1939 do września 1940 był lotnikiem-inspektorem Inspekcji Lotniczej Sił Powietrznych Armii Czerwonej, na tym stanowisku w lutym-marcu 1940 brał udział w wojnie z Finlandią, 1940-1941 był pilotem doświadczalnym w Moskwie, testując modele bombowców.
Od lipca 1941 uczestniczył w wojnie z Niemcami jako zastępca dowódcy eskadry 410 pułku lotnictwa bombowego na Froncie Zachodnim, biorąc udział w walkach obronnych na Białorusi i w rejonie Smoleńska, wykonując do sierpnia 1941 18 lotów bojowych bombowcem Pe-2, później był pilotem doświadczalnym fabryki lotniczej nr 22 w Kazaniu, a 1942-1944 fabryki lotniczej nr 30 w Moskwie, testując bombowce Pe-2 i szturmowce Ił-2. Od stycznia 1944 do maja 1945 ponownie uczestniczył w wojnie z Niemcami, jako lotnik-inspektor ds. techniki pilotażu 266/8 Gwardyjskiej Dywizji Lotnictwa Szturmowego, walcząc na 2 (styczeń-lipiec 1944) i 1 Froncie Ukraińskim (lipiec 1944-maj 1945). Brał udział w operacji korsuń-szewczenkowskiej, humańsko-botoszańskiej, lwowsko-sandomierskiej, sandomiersko-śląskiej, dolnośląskiej, berlińskiej i praskiej, wykonując 9 lotów bojowych szturmowcem Ił-2. Po wojnie do maja 1946 był inspektorem ds. techniki pilotażu 8 Gwardyjskiej Dywizji Lotnictwa Szturmowego w Centralnej Grupie Wojsk w Austrii, w listopadzie 1946 został zwolniony do rezerwy w stopniu majora. W 1949 był instruktorem w miejskim aeroklubie w Moskwie, w 1950 ukończył kursy lotnictwa cywilnego w Rostowie nad Donem i 1950-1952 pracował jako drugi pilot w Truście Aerogeologicznym Ministerstwa Geologii ZSRR, a 1952-1956 w Głównym Zarządzie Lotnictwa Cywilnego. Później pracował m.in. jako laborant, mechanik i starszy technik Wszechzwiązkowego Naukowo-Badawczego Instytutu Geofizyki i Geochemii Jądrowej (do 1972).

## Odznaczenia
- Złota Gwiazda Bohatera Związku Radzieckiego (4 listopada 1939)
- Order Lenina (22 lutego 1939)
- Order Wojny Ojczyźnianej I klasy (8 marca 1945)
- Order Czerwonej Gwiazdy (3 listopada 1944)
- Order „Znak Honoru” (25 lipca 1949)

I medale.